# Patty Jenkinsová
Patricia Lea „Patty“ Jenkinsová (* 24. července 1971, letecká základna George, Victorville, Kalifornie) je americká filmová režisérka a scenáristka, jejímž debutovým snímkem se v roce 2003 stalo biografické kriminální drama Zrůda o sériové vražedkyni Aileen Wuornosové.
Vyrůstala v kansaském Lawrence. Po konzervatoři absolvovala v roce 1993 newyorskou soukromou vysokou školou Cooper Union The Cooper Union for the Advancement of Science and Art.
Na Berlínském mezinárodním filmovém festivalu 2004 byla nominována za filmový debut na Zlatého medvěda. V roce 2011 získala nominaci na cenu Emmy za režii pilotní epizody seriálu The Killing. 28. ledna 2012 obdržela za tento počin cenu Directors Guild of America Award, profesního spolku amerických režisérů.

## Filmografie

### Režijní
- 2020 – Wonder Woman 1984
- 2017 – Wonder Woman
- 2011 – Five (televizní film)
- 2011 – The Killing (pilotní díl, televizní seriál)
- 2004 – Vincentův svět (televizní seriál)
- 2003 – Arrested Development (televizní seriál)
- 2003 – Zrůda
- 2001 – Just Drive (krátkometrážní)
- 2001 –  Velocity Rules (krátkometrážní)

### Scenáristická
- 2003 – Zrůda
- 2001 – Just Drive (krátkometrážní)
- 2001 –  Velocity Rules (krátkometrážní)